# Savagnin

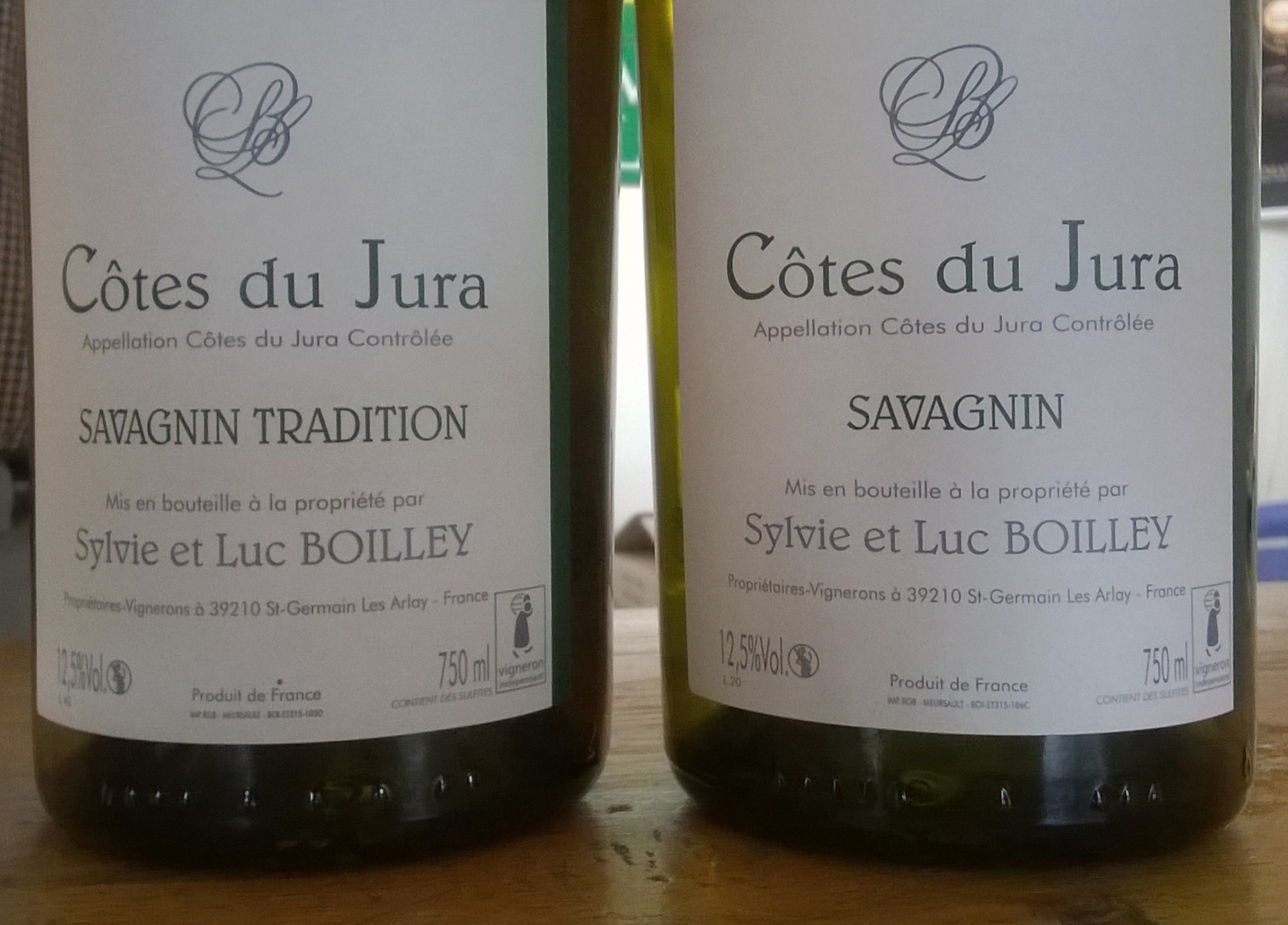
Savagnin Tradition und Savagnin „Naturé“

Der Savagnin oder Savagnin blanc, in Deutschland auch Traminer oder Weißer Traminer genannt, ist eine Weißweinsorte. Savagnin/Traminer kommt in mehreren Spielarten vor, die genetisch identisch sind: Savagnin blanc, Gewürztraminer und Savagnin rosé.
Der ethanolschwere, volle Weißwein des Savagnin ist meist goldgelb; geschmacklich erinnert er an Nuss, Vanille und Honig und hat bisweilen auch leicht rauchige Anklänge. Er hat ein sehr ausgeprägtes Aroma und ist bekannt für seine Langlebigkeit: Man kann ihn ohne Bedenken bis zu 30 Jahre im Keller aufbewahren.
Die Rebsorte ist sehr anspruchsvoll, was Boden und Lage betrifft, aber kalkverträglich und wenig frostempfindlich. Die Erträge sind recht gering. Savagnin kann eine recht hohe Zuckerkonzentration erreichen und dabei ein ordentliches Säureniveau halten.
Früher galten Traminer und Savagnin als unterschiedliche Rebsorten. Inzwischen konnte die Identität von Traminer und Savagnin molekularbiologisch nachgewiesen werden. Traminer/Savagnin ist neben dem Heunisch eine der Stammsorten vieler europäischen Rebsorten.

## Anbaugebiete

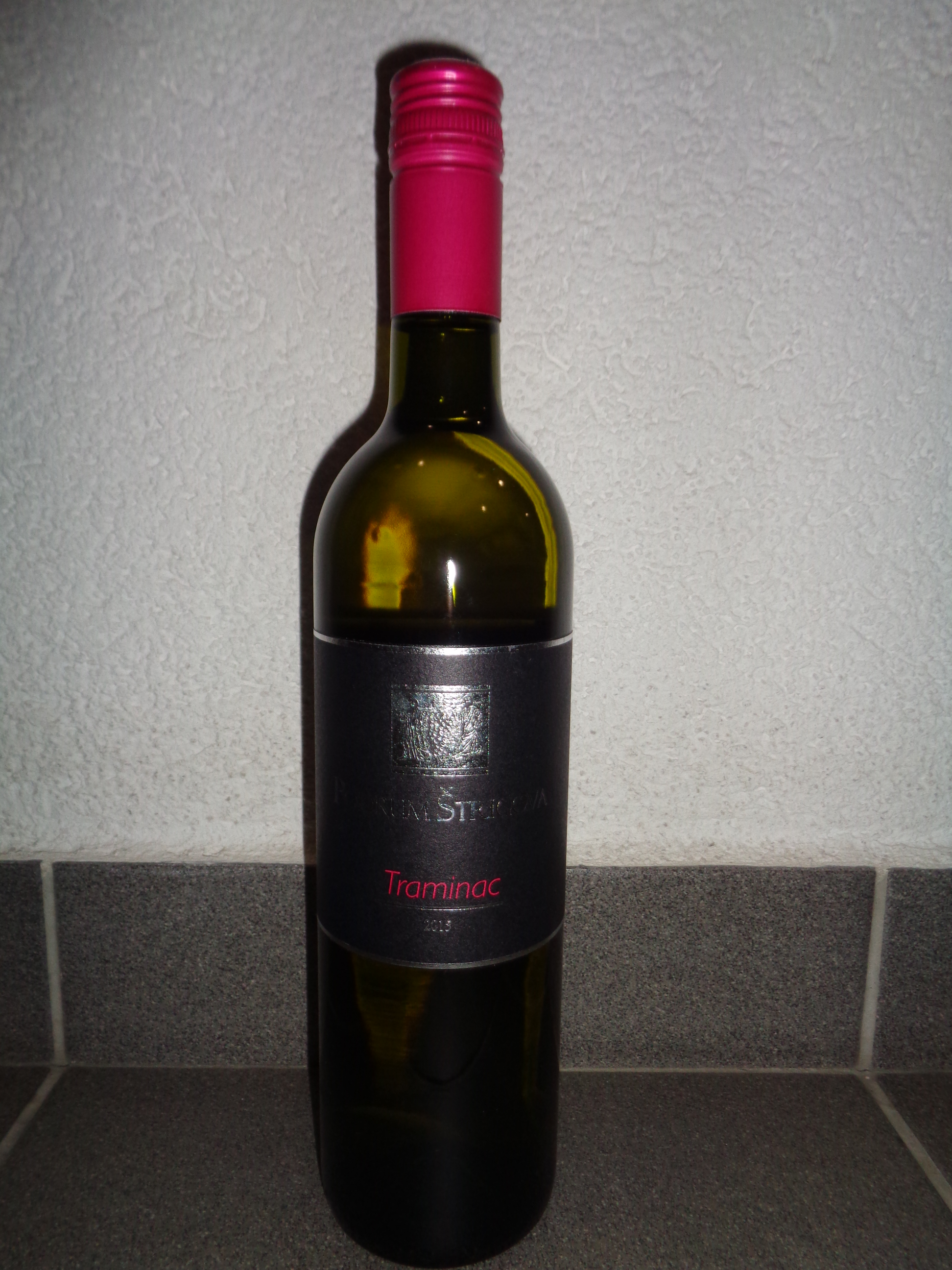
Eine Flasche Traminer des Jahrgangs 2015 aus der Gespanschaft Međimurje, Nordkroatien

1998 belief sich der weltweite Bestand auf weniger als 1000 Hektar.
In Deutschland wird Traminer kaum noch angebaut. In Frankreich wurde eine Rebfläche von 472 Hektar erhoben, überwiegend in der Region Jura. Hier wird aus dem Savagnin der berühmte, sehr oxidative Vin Jaune erzeugt. Darüber hinaus findet er Eingang in die Schaumweine der Appellation Crémant du Jura und bildet unter dem Namen Gringet einen Bestandteil des Crémant de Savoie.
Etwa 300 Hektar Traminer finden sich in Österreich, etwa im Kremstal oder der Südoststeiermark. Hier ist der Weinstil sehr fruchtbetont. Klöch (Vulkanland Steiermark) ist aufgrund einer geologischen Anomalie eine Traminerhochburg.
In der Schweiz wird er als Heida in besonders hohen Lagen des Wallis angebaut, u. a. auf dem höchsten Weinberg nördlich des Alpenhauptkammes beim Bergdorf Visperterminen. Die Rebfläche in der Schweiz beträgt 78 Hektar (Stand 2007).
In Ungarn heißt die Sorte Fromentin. Weitere Anbaugebiete liegen in Tschechien, Slowenien, Bulgarien und Australien. In Kanada erzeugen Winzer neben trockenen, fruchtigen Weinen vereinzelt auch edelsüße Eisweine aus dem Savagnin.

## Herkunft
Die Herkunft des Traminers galt lange Zeit als umstritten. Früher wurde Südtirol als Ursprung vermutet, da der Name der Rebsorte von Tramin in Südtirol abgeleitet ist, wo sowohl weiße als auch rote Weine seit dem Jahr 1000 mit diesem Namen urkundlich erwähnt wurden. Der deutsche Botaniker Hieronymus Bock berichtet in seinem New Kreütter Bůch in der Ausgabe von 1546 von einer großen Verbreitung des Traminers in Südtirol, besonders in Tramin.
Nach einer mittlerweile als unwahrscheinlich geltenden Theorie soll der Traminer und seine genetischen Zwillinge aus der Provinz Aserbaidschan im Nordwestiran und aus der west-kaspischen Weinregion Schirwan in Aserbaidschan stammen, wo sie eine Population von genetisch fast identischen Sorten bildeten. Synonyme wie Savagnin oder Servoyin sollen sich auf die Weinregion Servan, die persische Bezeichnung für Schirwan, beziehen. Im Zuge der Wanderungsbewegungen um 550 v. Chr. soll der Traminer in die rätischen Gebiete der Südalpen und in die Latène-Kultur der Westalpen gebracht worden sein.
Diese Annahme kann durch neuere Arbeiten nicht bestätigt werden. Neuere Studien zeigen ein anderes Bild. Die Herkunft von Traminer dürfte nördlich der Alpen liegen. Dies belegen auch Analysen von Traubenkernfunden. Ein Genabgleich von Edelsorten, Wildreben und verwilderten Reben ergibt ein ähnliches Bild. Zur Namensgebung des ursprünglich auch von Johann Bauhin als Edeltraube oder Fränkisch bezeichneten Sorte dürfte es, vor allem aufgrund der Doppelbenennung von Muskateller Sorten gekommen sein. Bei der von Hieronymus Bock bezeichneten Sorte Traminer Traube dürfte es sich um den echten Gelben Muskateller gehandelt haben, der in der weinbaulichen Gunstzeit des späten Mittelalters über die Alpen gewandert ist. Gleichzeitig war im südlichen Deutschland die heutige Rebsorte Roter Veltliner vorhanden, die dort (wie auch in Österreich) damals den Namen Muskateller besaß. Aufgrund der Namensgleichheit dürfte der heutige Rote Veltliner den Namen gewechselt haben und nahm ursprünglich den Namen Großer Roter Traminer an. Erst später übernahm er vom heutigen Roten Zierfandler den Namen Veltliner. Aufgrund der ähnlichen Beerenform, -farbe und -konsistenz dürfte auch der heutige Rote Traminer den Namen gewechselt haben. Von ursprünglich Rotfränkisch/Edeltraube zu (Kleiner) Roter Traminer. Roter Veltliner hatte auch das Synonym Fleischtraube, wegen seiner fleischigen Textur. Roter Traminer hieß ähnlich, nämlich Fleischweiner, daher kam es auch zu Verwechslungen, wie z. B. bei Sebastian Georg Helbling von Hirzenfeld 1777. Aufgrund der Tatsache, dass der Rote Veltliner aus dem Wiener Raum stammte, ist es nicht verwunderlich, dass auch der Rote Traminer das Synonym Wienertraube hatte. Erst später wechselte auch der Weiße Fränkische seinen Namen und erhielt die heutige Bezeichnung Gelber oder Weißer Traminer oder auch Savagnin. Die historische Rebsorte der Römer Uva aminea oder auch Vitis aminea hat höchstwahrscheinlich mit unserem heutigen Traminer nichts zu tun, obwohl immer wieder aufgrund des ähnlichen Namens darauf verwiesen wurde.
Nach einer anderen Theorie in einer Arbeit über historische Rebsorten könnte der Name der Weinsorte Traminer (Herkunftswein ohne eigentlichen Rebsortenanteil Traminer) im Raum Württemberg auf die Rebsorte Traminer übergesprungen sein. Hier besteht allerdings die Unklarheit, warum dies vorerst nur auf den Roten Traminer zutraf. Des Weiteren bleibt bei dieser Theorie die Frage offen, um welche Sorte es sich bei Hieronymus Bocks Traminer-Traube handelte.

## Ampelographische Sortenmerkmale
- Die Triebspitze ist offen. Sie ist weißwollig behaart. Die Triebspitze ist weißgrünlich mit karminrotem Anflug gefärbt. Die Jungblätter sind leicht wollig behaart und von gelblicher Farbe.
- Die kleinen Blätter sind meist ganz (allerdings selten fünflappig und tief gebuchtet). Die Stielbucht ist lyrenförmig und nur leicht offen. Das Blatt ist stumpf gezahnt, die Zähne sind im Vergleich zu anderen Sorten mittelgroß.
- Die walzenförmige Traube ist klein und dichtbeerig, die rundlichen Beeren sind klein und von weißlicher Farbe. Der Geschmack der Beeren ist neutral. Die Beerenschale ist dickwandig.

Die mäßig wuchskräftige Rebsorte reift ca. 20 Tage nach dem Gutedel, sie gilt somit als spät reifend. Die Erträge sind meist gering, durch Reberziehung wird eine Ertragssteigerung erreicht.  Der dicken Beerenschale wegen ist die Sorte kaum anfällig für Rohfäule, sie kann daher bis in den Dezember am Rebstock bleiben. Anfällig ist die Sorte für Echten Mehltau.

## Kreuzungen mit Traminer/Savagnin
Molekularbiologische Untersuchungen deuten darauf hin, dass Traminer/Savagnin eine der mitteleuropäischen Ursorten ist. Von ihm stammen zahlreiche andere Rebsorten ab. Mittels DNA-Analysen konnten viele vermutlich durch natürliche Kreuzungen entstandene direkte Nachkommen ermittelt werden. Einige der wichtigsten europäischen Sorten wie Riesling, Pinot noir (Spätburgunder), Sauvignon blanc sowie Teinturier du Cher und Verdelho sind eng mit Traminer verwandt und entstanden aus Kreuzungen mit einem Urtyp oder sind ein Elternteil von ihm.
Liste von Kreuzungen mit Traminer:
| Sortenname         | Kreuzungspartner        |
| Adelfränkisch      | unbekannt               |
| Alfrocheiro        | unbekannt               |
| Aubin Blanc        | Heunisch (Gouais Blanc) |
| Berdomenel         | unbekannt               |
| Béquignol          | unbekannt               |
| Blauer Riesling    | unbekannt               |
| Budelho            | unbekannt               |
| Carrasquín         | unbekannt               |
| Cserszegi Fűszeres | Irsai Oliver            |
| Chenin Blanc       | unbekannt               |
| Devín              | Roter Veltliner         |
| Duras              | Tressot Noir            |
| Elbling            | Heunisch (Gouais Blanc) |
| Ezerfürtü          | Hárslevelü              |
| Feridac            | unbekannt               |
| Flora rose         | Sémillon                |
| Folgasão           | unbekannt               |
| Fütterer           | Heunisch (Gouais Blanc) |
| Generosa           | Ezerjó                  |
| Godello            | Castellana Blanca       |
| Goldtraminer       | Garganega               |
| Grüner Veltliner   | St. Georgen             |
| Hartblau           | unbekannt               |
| Hetera             | Roter Veltliner         |
| Jubileum 75        | Kövidinka               |
| Lado               | unbekannt               |
| Manzoni Rosa       | Trebbiano Toscano       |
| Medea              | Müller-Thurgau          |
| Mennas             | Heunisch (Gouais Blanc) |
| Mília              | Müller-Thurgau          |
| Molar              | Prieto Picudo           |
| Morava             | Bianca und Riesling     |
| Neoplanta          | Dimiat                  |
| Noria              | Ezerjó                  |
| Pálava             | Müller-Thurgau          |
| Panonia            | Riesling                |
| Pátria             | Welschriesling          |
| Perle von Alzey    | Müller-Thurgau          |
| Petit Manseng      | unbekannt               |
| Petit Meslier      | Heunisch (Gouais Blanc) |
| Räuschling         | Heunisch (Gouais Blanc) |
| Riton              | Villard Blanc           |
| Rotgipfler         | Roter Veltliner         |
| Septimer           | Müller-Thurgau          |
| Siegerrebe         | Madeleine Angevine      |
| Silvaner           | Österreichisch-Weiß     |
| Süßschwarz         | unbekannt               |
| Taminga            | Merbein 29-56           |
| Traminette         | Joannès-Seyve 23-416    |
| Trousseau noir     | unbekannt               |
| Verdanel           | unbekannt               |
| Verdejo            | Castellana Blanca       |
| Verdesse           | unbekannt               |
| Viosinho           | unbekannt               |
| Vrboska            | Csaba Gyöngye           |
| Würzer             | Müller-Thurgau          |

## Synonyme
‘Adelfranke’, ‘Aida’, ‘Albarin Blanco’, ‘Auvernat Blanc’, ‘Banc Court’, ‘Blanc Brun’, ‘Blanc Court’, ‘Bon Blanc’, ‘Christkindlestraube’, ‘Dreifpeennigholz’, ‘Dreimanner’, ‘Edel Traube’, ‘Edeltraube’, ‘Edler Weiss’, ‘Feuille Ronde’, ‘Fleischweiner’, ‘Forment’, ‘Formentin’, ‘Formentin Blanc’, ‘Fourmenteau’, ‘Fraenkisch’, ‘Fränkisch’, ‘Fraentsch’, ‘Franken’, ‘Frankisch’, ‘Frenschen Weiss’, ‘Frentsch’, ‘Fromentais’, ‘Fromente’, ‘Fromente Blanc’, ‘Fromenteau’, ‘Fromentin’, ‘Furiant’, ‘Gelbedler’, ‘Gentil Blanc’, ‘Gentile Blanc’, ‘Grauer Printsch’, ‘Gringet’, ‘Gruenedl’, ‘Haida’, ‘Heida’, ‘Heidenwein’, ‘Kleinbraun’, ‘Kleiner Traminer’, ‘Malvoisie’, ‘Marzimmer’, ‘Meunier Blanc’, ‘Milleran’, ‘Millerantraube’, ‘Nature’, ‘Nature Blanc’, ‘Naturel’, ‘Naturel A Arbois’, ‘Noble Vert’, ‘Nurnberger’, ‘Paien’, ‘Plant Paien’, ‘Poligny’, ‘Princ Bily’, ‘Rauschling’, ‘Ryvola Bila’, ‘Salvagnin’, ‘Sauvagneux’, ‘Sauvagnien’, ‘Sauvagnin’, ‘Sauvagnun’, ‘Sauvanon’, ‘Sauvoignin’, ‘Savagnien Blanc’, ‘Savagnin’, ‘Savagnin Blanc’, ‘Savagnin Jaune’, ‘Savagnin Vert’, ‘Savoignin’, ‘Schleitheimer’, ‘Servoignier’, ‘Servoyen Blanc’, ‘Svenie’, ‘Tokayer’, ‘Tramin’, ‘Tramin Biely’; ‘Tramin Bily’, ‘Traminac Beli’, ‘Traminac Bijeli’, ‘Traminer’, ‘Traminer Alb Auriu’, ‘Traminer Bianco’, ‘Traminer Blanc’, ‘Traminer d'Ore’, ‘Traminer Dore’, ‘Traminer Weiss’, ‘Traminer Weisser’, ‘Traminer Weißer’, ‘Tramini Feher’, ‘Viclair’, ‘Vigne Blanche’, ‘Vigne du Marechal’, ‘Weiss Blaue’, ‘Weiss Frenschen’, ‘Weissedler’, ‘Weisser Gewuerztraminer’, ‘Weißer Gewürztraminer’, ‘Weisser Traminer’, ‘Weißer Traminer’, ‘Weisskloevne’.